# كريستيان فرديناند فريدريش هوخشتيتر
كريستيان فرديناند فريدريش هوخشتيتر (16 فبراير 1787 – 20 فبراير 1860) كان عالم نبات وقس بروتستانتي ألماني.

## سيرة شخصية
ولد هوخشتيتر في شتوتغارت في بادن فورتمبيرغ. كان والده الجيولوجي فرديناند هوشستيتر (1829-1884).
في عام 1807 حصل هوخشتيتر على درجة الماجستير في اللاهوت في توبنغن. عندما كان لا يزال طالبًا، ثم أصبح عضوًا في منظمة سرية برئاسة كارل رايشنباخ (1788-1869) كانت لديها خطط لإنشاء مستعمرة في تاهيتي (أوتاهيتي- جيزيلشافت). في عام 1808 أكتشف التنظيم من قبل السلطات، واشتبه أعضائه بالخيانة والقبض عليهم. تم سجن هوخشتيتر لفترة قصيرة من الوقت لدوره الصغير في المجتمع السري. في وقت لاحق قضى ستة أشهر كمدرس في مؤسسة خاصة في إرلنغن، وبعد ذلك عمل مدرسًا لمدة أربع سنوات في منزل وزير ألتنشتاين في تورينغن.
في عام 1816 أصبح قسًا ومفتشًا للمدرسة في برنو وانتقل إلى إسلينغن أم نيكار في عام 1824. هنا عمل كمدرس في مدرسة اللاهوت وأصبح راعيًا في عام 1829. في إسلنغن مع إرنست غوتليب فون شتويدل (1783-1856) نظَّمUnio Itineraria ( Württembergischer botanische Reiseveren). جمعت الجمعية العلمية الأموال من خلال المشتركين لجمع عينات النباتات وتوزيعها وبيع العينات لهواة الجمع والمتاحف والتجار في مدن أوروبية أخرى.
نشر هوخشتيتر العديد من الأعمال في علم النبات وعلم المعادن وتاريخ طبيعي بالإضافة إلى اللاهوت والتعليم. نشر مع إرنست غوتليب فون شتويدل Enumeratio plantarum Germaniae Helvetiaeque indigenarum وهو كتاب يغطي الأنواع النباتية في ألمانيا وسويسرا، ومع موريتز أوغست سوبيرت (1818-1878) نشر كتاب Flora Azorica وهو مقال عن نباتات الأزور.

## ميراث
سمي الجنس النباتي Hochstetteria من عائلة النجميات باسمه. يشار إلى عالم النبات هذا من خلال اختصار المؤلف Hochst. عند ذكر اسم نباتي. وهو المؤلف التصنيفي أو المؤلف المشارك للعديد من الأجناس والأنواع النباتية.

## وصلات خارجية
- Hochstetter ، Christian Ferdinand Friedrich (1787-1860) في JSTOR Global Plants (السيرة الذاتية)